# Vladimír Šmeral
Vladimír Šmeral est un comédien et un enseignant tchécoslovaque. Avec une diction classique qui fournit un certain nombre d'options pour la radio tout au long de sa carrière, il est l'un des représentants importants de l'avant-garde de gauche de l'entre-deux-guerres avant de finir en soutien du régime communiste tchécoslovaque.

## Biographie

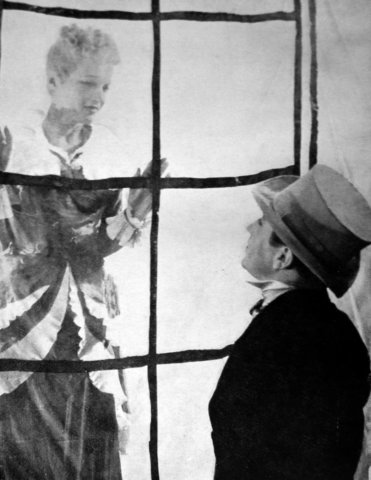
Vladimír Šmeral et Marie Burešová dans Manon Lescaut mis en scène par Vítězslav Nezval au D 41

Après avoir été diplômé du conservatoire de Brno, il est engagé par le théâtre municipal de Brno. Il foule ensuite les planches du théâtre D 34 de Emil František Burian dès sa création en 1933, puis celles du Théâtre libéré (1937-1938), et la saison suivante, il travaille brièvement au Théâtre populaire de Prague (Unitaria). La saison théâtrale suivante, il revient au D 34 de Burian, où il incarne le chevalier Des Grieux dans la première représentation de Manon Lescaut (1940) montée par Vítězslav Nezval, et joue également Karel dans la pièce La Lorette (1941). Vítězslav Nezval écrit délibérément ces rôles pour Šmeral, qu'il connait bien.
Pendant l'Occupation, l'acteur travaille dans des théâtres municipaux pragois, mais, étant l'époux d'une Juive qui avait été membre du D 34, il est interné avec elle vers le camp de concentration de Klettendorf (le même que Alfréd Radok). Il parvient à s'en extraire, et l'actrice Adina Mandlová, avec qui il avait partagé une liaison peu avant son arrestation, accepte de le cacher, bien qu'elle ait fait une fausse couche peut-être d'avoir appris qu'il préférait rester avec sa femme. Après la guerre, il témoigne en sa faveur (elle était suspectée d'avoir acquis la citoyenneté allemande et de s'être fourvoyée dans les draps du SS Karl Hermann Frank, mais on la considérait plus vraisemblablement coupable d'avoir accepté des rôles dans des films allemands, comme Ich vertraue Dir meine Frau an, comédie de 1943 réalisée par Kurt Hoffmann) avant de prendre ensuite ses distances.
Après la guerre, il intègre le théâtre de Vinohrady, auquel il reste fidèle jusqu'à sa retraite en 1979. Il y joue à nouveau un certain nombre de rôles théâtraux importants (Jan Hus en 1951 ou Cyrano de Bergerac en 1956).
En tant que membre actif du communiste après 1945, Šmeral participe à la glaciation progressive de la vie culturelle tchécoslovaque et de l'espace public. Il devient membre d'un certain nombre d'organisations théâtrales et politiques et, après le coup de Prague (qu'il soutint) et jusqu'à la signature de l'Anticharte en passant par la célébration de Staline, il joue un rôle négatif avec son soutien inconditionnel au régime communiste. En 1954, il publie Conservations sur le théâtre, écrit en adoration du théâtre soviétique. Ses convictions politiques ont également influencé le choix et l'interprétation de ses rôles au théâtre, au cinéma et à la télévision. Il dépeint par exemple les seigneurs et dirigeants féodaux comme des réactionnaires (Sigismund dans Jan Roháč d'Alois Jirásek) et les hauts dignitaires ecclésiastiques comme des intrigants et des cyniques.
Vladimír Šmeral débute relativement tard au cinéma, à l'âge de 34 ans, grâce aux acteurs Jiří Voskovec et Jan Werich du Théâtre libéré. Liés à eux par des convictions politiques de gauche et une coopération théâtrale, ils offrent à leur ami le rôle de leader de l'opposition ouvrière et d'opposant au fascisme dans le film Le monde est à nous (Svět patří nám). Après-guerre, réalisme socialiste et propagande communiste obligent, peu de ses rôles sont à retenir où il dépeint des personnages négatifs. On peut néanmoins citer sa participation au film Le Portrait de Jiří Slavíček (en), où il interprète la chute d'un peintre, qui préfère la carrière à l'amour. On peut aussi se rappeler sa toque d'inquisiteur et de fanatique sans scrupule ni morale dans des procès en sorcellerie, thème du Marteau des sorcières, où Otakar Vávra le dirige. Il fait aussi une apparition dans Alouettes, le fil à la patte de Jiří Menzel.
De 1949 à 1966, il enseigne à la DAMU.

## Filmographie sélective
- 1937 : Le monde est à nous de Martin Frič
- 1937 : La Chute du tyran de Hugo Haas
- 1967 : Hôtel pour étrangers de Antonín Máša
- 1969 : Alouettes, le fil à la patte de Jiří Menzel
- 1969 : Le Marteau des sorcières d'Otakar Vávra